# 索伊萊克山
46°59′50″N 13°17′12″E / 46.99722°N 13.28667°E

索伊萊克山是奧地利的山峰，位於該國南部，由克恩頓州負責管轄，屬於安科格爾山脈的一部分，距離霍夏爾姆峰2.6公里，海拔高度3,086米，每年平均降雨量2,643毫米。